# Butje
Een butje is een uit de stad Groningen afkomstig scheldwoord voor een dom persoon. Het heeft zich, waarschijnlijk via studentenmilieus, verspreid over grote delen van Nederland.
De herkomst van het woord is onzeker, maar er wordt wel een relatie gelegd met de Butjesstraat, een verbinding tussen de Oude Ebbingestraat en de Oude Boteringestraat. Aan deze straat stond vanouds een katholieke armenschool, sinds 1914 een LOM-school voor moeilijk lerende kinderen. Als men over deze leerling sprak werd er in de volksmond over "een butje" gesproken. Later is dit een scheldwoord geworden dat te vergelijken is met 'sukkel' of 'domkop'. In de Butjesstraat is tot ongeveer 1997 een peuterspeelzaal gevestigd geweest met de naam Lutje Butje (lutje = klein). Een beetje een geuzennaam dus.
Mogelijk is het scheldwoord oorspronkelijk ontleend aan het Nederduits. Met een Butjer wordt sinds het begin van de negentiende eeuw, met name in Hamburg en Bremen, een 'onbehouwen persoon' of 'botterik' aangeduid. Bij kinderen wordt het woord vergoelijkend voor een 'wildebras' gebruikt.
De oorspronkelijke naam van de straat was de 'Butkenstraat' en is mogelijk vernoemd naar de familie Butken, die in de vijftiende eeuw lid was van het brouwersgilde in Groningen. De naam lijkt veel op de Böttcherstrasse in Bremen. Deze is genoemd naar de botteliers of tonnenrollers.
In Twente is butje een scheldwoord voor een klein, dun en mager, soms ook kleinzerig persoon.
Het Twentse "butje" (Nederlands: "botje") slaat waarschijnlijk op de zichtbaarheid van iemands ribben. Vaak betreft het jongere jongens, ongeveer tussen de 10 en 18 jaar oud.

## In populaire cultuur
- Een van de nummers van de Groningse rapgroep 'Huilende Rappers' is getiteld 'Butje'.
- In het kinderprogramma Captain Cockpit heette de chimpansee van Captain Cockpit "Professor Butje".

## Butte
Butje is ook de Groninger benaming voor een butte, een ovale doos waarin kleding werd opgeborgen, met name op beurtschepen.